# 哲学の貧困
『哲学の貧困』（仏語：La misère de la philosophie）は、カール・マルクスが亡命先のベルギーで1847年に発表した、ピエール・ジョセフ・プルードンの著書『経済的諸矛盾の体系、あるいは貧困の哲学』（仏語: Système des contradictions économiques, ou Philosophie de la misère）に反論する目的で、フランス語により執筆された政治経済学に関する哲学書である。マルクスの著作としては唯一、フランス語で書かれた書物である（マルクスはデモクリトスとエピクロスの自然哲学に関する学位論文も含めて、自著の本文はすべて母語であったドイツ語で執筆している）。

## 構成
第1章：科学的発見
1. 使用価値と交換価値の対立
2. 構成された価値と止揚された価値
3. 法律の適応と価値の比率

- a) 貨幣
- b) 労働の剰余

第2章：政治経済学の形而上学
1. 方法論
2. 分業と機械
3. 競争と独占
4. 所有、すなわち地代
5. 同業罷免と労働者の団結

## 概要
本著はプルードンが「貧困の哲学」で扱った古典派経済学や方法論を踏まえたうえで、プルードンに不十分と考えた点が議論されている。第2章の方法論では絶対者と無限を扱うヘーゲルの『大論理学』も引用し、プルードンが試みた政治経済学のヘーゲルの弁証法による分析を深める試みを行い、ブルジョアジーの富の生産とプロレタリアートの貧困の生産の要因となる生産関係について考察している他にも剰余価値には言及していないものの、のちの主著「資本論」の先駆けとなる労働価値説も展開している。とりわけ特徴的な点は、プルードンが「生産しないブルジョワジーから課税し、平等をあてに労働者の貧困を削減」できると考え、導入を主張した消費税に対する反論、つまり「消費税が真の発展を遂げたのは、ブルジョワジーの台頭以来のことに過ぎず」、「すでにアダム・スミスの経済理論に由来し新しいものでない」点や、ストライキを「賃金の上昇と物価の高騰を招く」が故に「違法」としたプルードンの説を、当時イギリスでは解禁された結社法なども踏まえて「現実の労働者の闘争を顧ず、認められない詩人の脳裏にのみ思い浮かび得る思想」と徹底的に反論し、むしろ、「イギリスにおいては同業罷免は決まって何らかの新機械の発明や応用を生んできて」いて、賃金上昇が資本家の機械導入を促し物価は下落するとした。最後はプルードンの友人でもあったフェミニストのジョルジュ・サンドの「闘いか死か、血まみれの闘争か無か。これは避けられない問題として厳として提起されている。」という言葉の引用で締めくくられている。

## マルクスによる訂正
1950年に岩波文庫版の本著の邦訳を出版した山村喬の解説に続く注釈によると、1922年に出版されたマスセル・ジアール版と、ダヴィト・リャザーノフが注釈を入れているインスティテュート版の「哲学の貧困」（マルクス・エンゲルス全集第1部、第6巻所蔵）との相違から、マルクスが訂正している個所は全部で15か所あるとされる。この中にはマルクスの筆跡でない書入れも数か所あるがそれは含まれない。その詳細について、岩波文庫版の邦訳（文献参照）の300ページから313ページに訂正箇所のフランス語原文が邦訳との対訳形式で紹介されている。

## 文献
- 「哲学の貧困」、カール・マルクス著、山村喬訳　岩波文庫、1950年　ISBN 4003412443
- 「哲学の貧困」、カール・マルクス著、今村仁司、三島憲一、鈴木直、塚原史、麻生博之訳　筑摩書房、2008年　ISBN 9784480401120